# Julieta Kirkwood

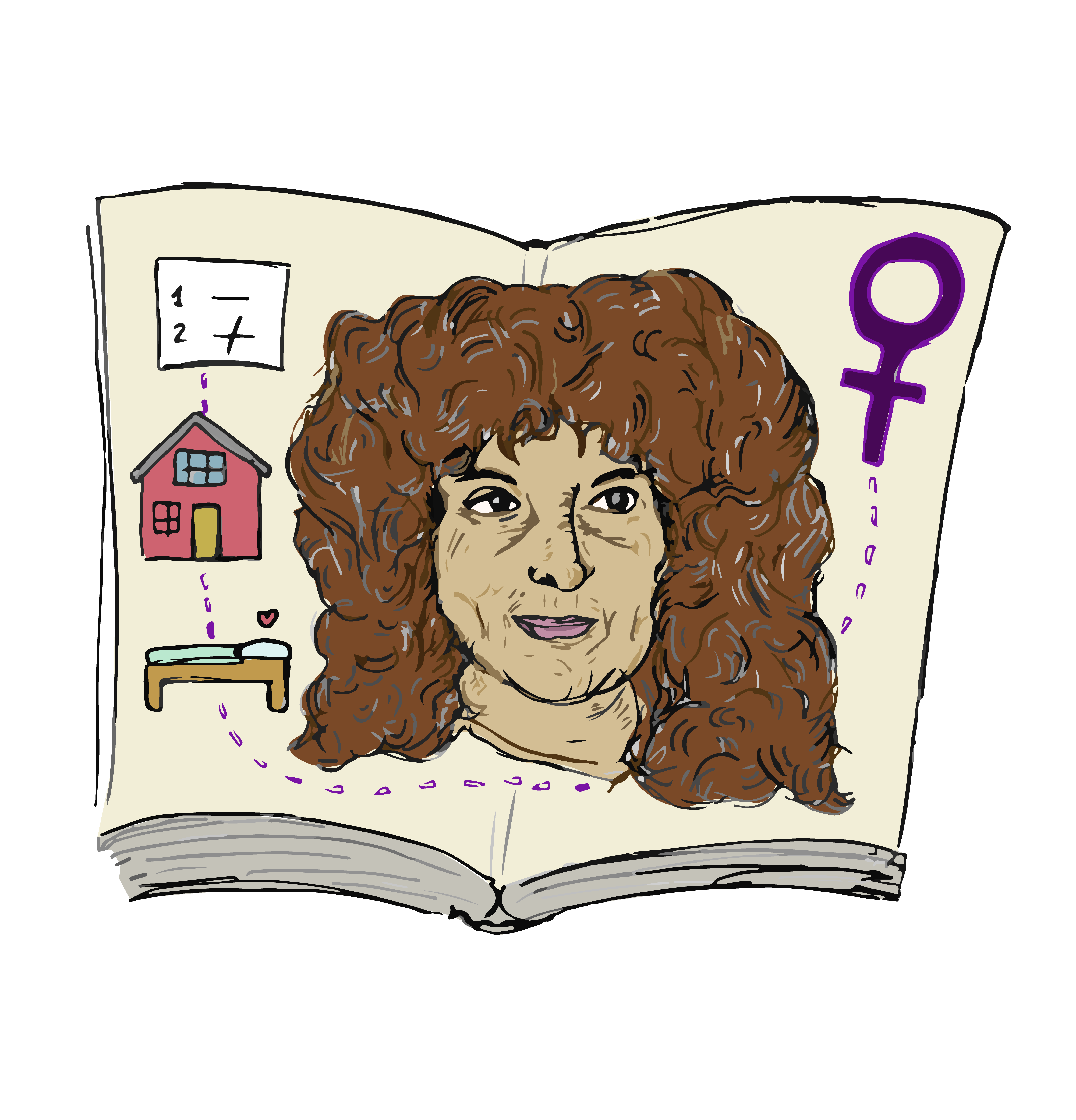
Darstellung von Julieta Kirkwood

María Julieta Kirkwood Bañados (* 5. April 1936 in Santiago; † 8. April 1985) war eine chilenische Soziologin, Politikwissenschaftlerin, Theoretikerin, Professorin und feministische Aktivistin, die als eine der Begründerinnen und treibenden Kräfte der feministischen Bewegung in Chile in den 1980er Jahren und als Vorreiterin der Gender Studies in ihrem Land gilt.

## Leben und Werk
Als Tochter von Johnny Kirkwood und Julieta Bañados gehörte sie zur ersten Generation von Frauen, die einen breiten Zugang zur Hochschulbildung hatte. Sie erwarb 1969 einen Abschluss in Soziologie und Politikwissenschaft an der Universidad de Chile, wo sie auch die von der  Mai-Revolution 1968 in Frankreich beeinflussten Studenten- und Sozialbewegungen wie Unidad Popular und Revolución en Libertad miterlebte.
Sie war der Ansicht, dass die demokratische Praxis ohne die Beteiligung von Frauen nicht realisierbar sei und erklärte: "Es gibt keine Demokratie ohne Feminismus".
1972 trat sie als Dozentin und Forscherin in die Lateinamerikanische Fakultät für Sozialwissenschaften (FLACSO) ein, wo sie an der Seite von Enzo Faletto ihre intellektuelle Arbeit aufnahm. In dieser Zeit veröffentlichte sie einige ihrer wichtigsten Werke, die eine theoretische und historische Referenz innerhalb des feministischen Denkens in Chile und Lateinamerika darstellen, darunter Ser política en Chile: las feministas y los partidos, Tejiendo rebeldías und Feminarios. Sie verfasste auch Beiträge für die Zeitschrift Furia und das Boletín del Círculo de Estudios de la Mujer.

### Neugründung der feministischen Bewegung in Chile
In der ersten Hälfte des 20. Jahrhunderts schrumpften die mit dem Suffragettenkampf verbundenen feministischen Organisationen einigen Analysen zufolge, weil sie sich den Interessen der politischen Parteien unterordneten. Kirkwood setzte sich für die Neugründung der chilenischen Frauenbewegung ein, unterstützt durch den akademischen Diskurs.
In ihrer theoretischen Arbeit finden sich Vorschläge, die mit dem Bereich der Gender Studies verbunden sind, aber aus einem feministischen Blickwinkel, der dem Aktivismus nahe steht, mit einer Kritik am konservativen Diskurs des Feminismus und einem interkulturellen Blick auf die lateinamerikanische Kultur.
Als Aktivistin engagierte sie sich in mehreren Frauenrechtsorganisationen, darunter der Círculo de Estudios de la Mujer, aus dem später La Morada und das Centro de Estudios de la Mujer (CEM) hervorgingen, und nahm an feministischen sozialen Bewegungen wie MEMCh 83 und der Frauenabteilung der Nationalen Gewerkschaftskoordination teil. 1983 gehörte sie zu den Mitbegründerinnen der Feministischen Bewegung gegen die Pinochet-Diktatur, deren Parole "Demokratie auf dem Land, im Haus und im Bett" lautete, ein Satz, der von Margarita Pisano propagiert wurde. Sie engagierte sich auch im Bildungsbereich und prangerte den Autoritarismus und die fehlende Neutralität sowohl im Unterricht als auch beim Zugang zu wissenschaftlichen Erkenntnissen an.
Julieta Kirkwood starb 1985 drei Tage nach ihrem 49. Geburtstag an den Folgen einer Krebserkrankung.

## Veröffentlichungen
- Chile: la mujer en la formulación política (Santiago: FLACSO, 1981).
- Feminarios (Santiago: Documentas, 1987).
- El feminismo como negación del autoritarismo (Santiago: FLACSO, 1983).
- Feminismo y participación política en Chile (Santiago: FLACSO, 1982).
- Feministas y políticas (Santiago: FLACSO, 1984).
- Los nudos de la sabiduría feminista (Santiago: FLACSO, 1984).
- La política del feminismo en Chile (Santiago: FLACSO, 1983).
- Ser política en Chile: las feministas y los partidos (Santiago: LOM Ediciones, 1982, 1986 y 2010).
- Ser política en Chile: los nudos de la sabiduría feminista (Santiago: Cuarto Propio, 1990).
- Tejiendo rebeldías: escritos feministas de Julieta Kirkwood (Santiago: CEM, 1987).
- Preguntas que hicieron movimiento. Escritos feministas, 1979–1985 (Santiago: Banda Propia, 2021).